# Oposición unificada
La oposición unificada (Объединённая оппозиция) fue el nombre recibido por la coalición de dirigentes comunistas opuestos a Stalin durante la penúltima fase de las disputas internas por el poder en el Partido Comunista de la Unión Soviética y en la URSS a mediados de la década de 1920. Supuso la unión en oposición a Stalin y sus aliados de León Trotski, Grigori Zinóviev y Lev Kámenev, quienes estaban duramente enfrentados anteriormente. La agrupación no logró arrebatar el poder a la dirección del partido y fue finalmente derrotada y disuelta a finales de 1927 en el XV Congreso del Partido, siendo sus principales figuras expulsadas del mismo. Su derrota dio paso a la última fase del periodo de enfrentamiento por el poder en la Unión Soviética, entre Stalin y sus antiguos aliados en el Politburó.

## Contexto
Entre 1923 y 1929 tuvo lugar en la Unión Soviética una disputa por el poder en el país y en partido comunista entre los principales dirigentes. Lenin aún vivía pero se encontraba incapacitado cuando estalló el enfrentamiento entre los distintos rivales dispuestos a lograr el poder. El periodo se suele dividir en cuatro fases:
- El enfrentamiento entre la alianza de Grigori Zinóviev, Lev Kámenev y Stalin contra León Trotski (1923-1925).[1]
- La disputa de Stalin y Nikolái Bujarin con Zinóviev y Kámenev (1925-1926).[1]
- La oposición de Stalin y Bujarin a la alianza de Zinóviev, Kámenev y Trotski, conocida como «oposición unificada» (1926-1927).[1]
- El enfrentamiento de Stalin con Bujarin, Alekséi Rýkov y Mijaíl Tomski (1928-1929).[1]

Al final del periodo, en 1929, Stalin había logrado expulsar del Politburó a cinco de los seis miembros que lo formaban al comienzo del mismo, permitiendo únicamente la permanencia de Rýkov.

## Formación
A diferencia Lenin y del propio Stalin, Trotski tardó en reconocer a este como su verdadero rival en la sucesión de aquel, no forjando alianzas con otros dirigentes para oponerse a Stalin hasta 1926. Con madera de caudillo, un papel destacado en la Revolución de Octubre y la posterior Guerra Civil Rusa, gran intelectual y orador, Trotski era el rival por antonomasia de Stalin, pero se mostró como un pobre táctico en su enfrentamiento con este, incapaz de reunir a su alrededor el apoyo con que contaba en el partido, permaneciendo ausente en momentos cruciales y debilitado por la enfermedad.
Tras la condena de la postura crítica con la Nueva Política Económica y la fracción mayoritaria en el Politburó en el XIV Congreso del Partido y tres años de enfrentamientos, Zinóviev, Kámenev y Trotski aceptaron su interés en enfrentarse conjuntamente a Stalin, creando una oposición unida. El reclutamiento de partidarios, realizado de forma clandestina, comenzó en la primavera de 1926. El grupo redactó la «declaración de los trece» como documento que reflejaba sus críticas a la dirección del partido y en preparación para el enfrentamiento con esta, que tuvo lugar el pleno del comité central en julio.
Los principales argumentos de la oposición eran el alejamiento del partido del proletariado y la burocratización del gobierno, que cada vez más aplastaba toda disidencia y aplicaba una política económica alejada de los deseos del proletariado. La oposición defendía la industrialización del país y el fin de la que consideraba amenaza por parte de los campesinos acomodados. En política internacional criticaba la falta de entusiasmo revolucionario, que consideraba debida a la defensa de la idea del «socialismo en un solo país» y al abandono del internacionalismo revolucionario.

## Primeros enfrentamientos con Stalin
El primer enfrentamiento entre las fracciones tuvo lugar en el pleno del comité central reunido entre el 14 y el 23 de julio de 1926, en el que la pequeña minoría trató de persuadir a la mayoría de lo correcto de su postura, siendo acusada principalmente de conspiración contra el partido. El principal acusado fue Zinóviev, que fue expulsado del Politburó. Cinco nuevos candidatos, todos partidarios de Stalin, se sumaron al Politburó, siendo reemplazado Zinóviev por otro seguidor de Stalin.
En septiembre, la oposición decidió solicitar el apoyo de las agrupaciones de base en las provincias. Acosados por la dirección, los dirigentes de la oposición aceptaron denunciar el apoyo recibido de parte del Comintern y de la oposición obrera, que perdieron su fe en el triunvirato. En octubre, el enfrenamiento se agudizó con la publicación en el extranjero del «testamento de Lenin» y la decisión de Stalin de presentar unas conclusiones contra la oposición. A finales de mes, en una tensísima reunión del Politburó, Trotski acusó a Stalin de ser el enterrador de la revolución, acusación que Marx había lanzado a Napoleón. Al día siguiente, Trotski y Kámenev perdían sus puestos en el Politburó y expulsaban a Zinóviev de la presidencia del Comintern.
Finalmente tuvo lugar la programada conferencia del partido entre el 26 de octubre de 1926 y el 3 de noviembre de 1926, en la que la oposición no pudo exponer su postura y tuvo que aceptar la exposición de los hechos según la presentó Stalin. A pesar de la imposibilidad de ganar la votación de la conferencia, la oposición puso en dificultades a la dirección por la necesidad de esta de atacarla con dureza y su necesidad de llenar la reunión de sus partidarios, que mostraba su nerviosismo.

## Últimos intentos de oposición, derrota y disolución

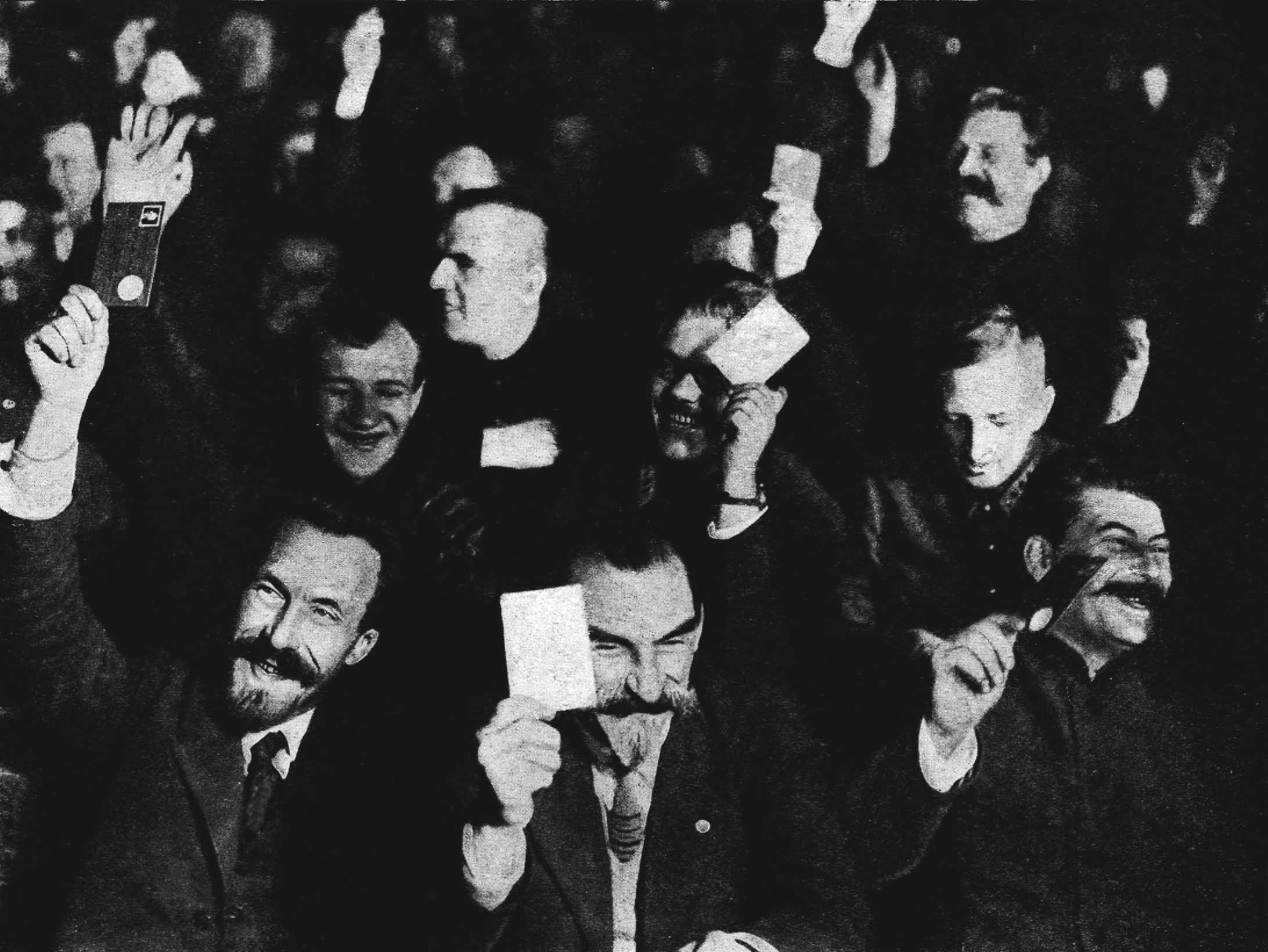
Miembros del Comité Central del PCUS en una votación durante el XV Congreso del Partido, en el que la oposición unificada fue finalmente aplastada. En primera fila, de izquierda a derecha, Alekséi Rýkov, Mykola Skrýpnyk y Stalin.

En la reunión del Comintern en diciembre de 1927, Stalin y sus partidarios lograron la exclusión total de la oposición, realizando cambios en las direcciones de varios partidos comunistas como el alemán o el francés. A pesar de esta derrota política, la oposición se reavivó por el fracaso de la política de «frente unido» defendida por Stalin en China, en la que el Partido Comunista Chino quedaba sujeto a la alianza con el nacionalista Guomindang, destruida por la matanza de comunistas perpetrada por Chiang Kai-shek en Shanghái en abril de 1927. La oposición aprovechó este revés y otros en política internacional para arremeter contra la dirección del partido, su postura en política internacional, y su defensa del socialismo en un solo país. La agitación de la oposición, acrecentada ante la posible guerra con Gran Bretaña tras la ruptura de relaciones bilaterales en mayo de 1927, llevó a un aumento de la tensión entre las fracciones y a la preparación cuidadosa por parte de Stalin del XV Congreso del Partido con el fin de silenciar definitivamente a la oposición.

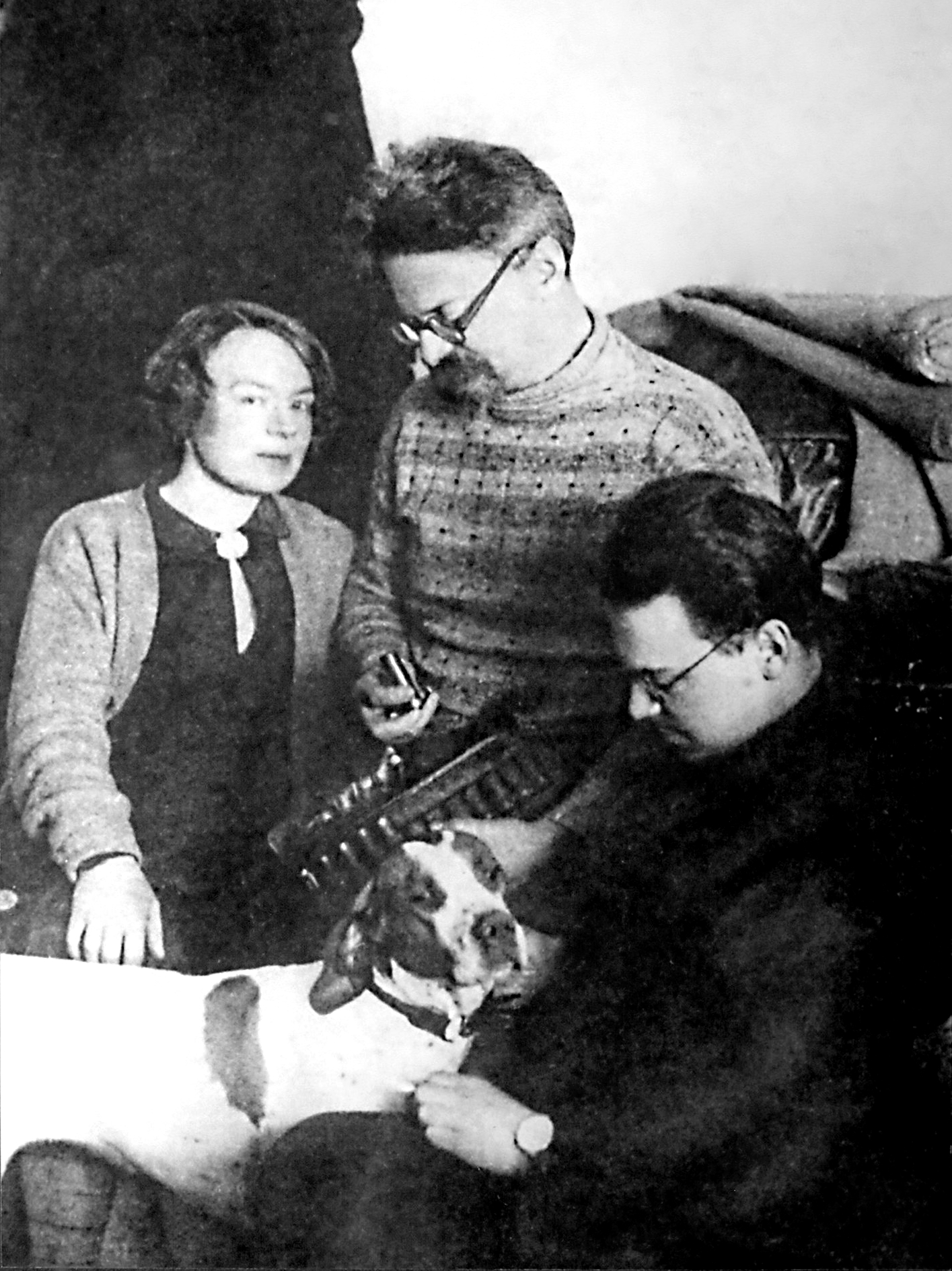
Trotski y su familia en el exilio interior en Almá-Atá en 1928, tras ser expulsado clandestinamente de Moscú por el OGPU.

Ante la cercanía del décimo aniversario de la Revolución de Octubre, el enfrentamiento entre Trotski y Stalin se endureció y el politburó impidió la publicación de un manifiesto político, prohibición que la oposición infringió en septiembre. A finales de octubre, Trotski realizó una durísima crítica de la dirección del partido, la última como funcionario de este, que llevó a retomar el debate sobre el «testamento de Lenin». Stalin defendió intensamente su gestión, indicando su intención de continuar persiguiendo a la oposición, a la que consideraba que minaba el partido y el Gobierno.
Las manifestaciones de la oposición en el día de la Revolución fueron disueltas por la policía. Una semana después Trotski y Zinóviev fueron expulsados del partido. Durante el XV Congreso, celebrado tras varios retrasos en diciembre de 1927, alrededor de un centenar de opositores fueron expulsados también. Zinóviev y Kámenev solicitaron la readmisión y fueron obligados a renegar de su anterior postura pero, aun así, su solicitud fue rechazada, indicándoseles que la repitiesen tras seis meses, cosa que hicieron.
Tras la expulsión de la oposición, Stalin expresó su disposición a dimitir como secretario general del partido —siguiendo así el consejo de Lenin en su «testamento»— en el primer pleno del comité central; este la rechazó casi de manera unánime, lo que le permitió a Stalin permanecer en el puesto y eliminar a la vez la controversia sobre el «testamento».
A las expulsiones del congreso de 1927 le siguieron otras mil quinientas de afiliados de base del partido. Trotski, por su parte, se negó a renegar de sus críticas a la dirección y, en enero de 1928, fue expulsado de su apartamento en el Kremlin por el OGPU y desterrado secretamente a Almá-Atá, de donde nunca regresó a la capital.

## Consecuencias
La derrota política de la oposición a Stalin y sus partidarios, sellada con la expulsión de Trotski, Zinóviev y algunos cientos de sus partidarios, marcó el final de la oposición legal a la dirección del partido. A partir de entonces, no se permitió la existencia legal de agrupaciones de oposición, que desde ese momento no fueron acusadas de «oposición», sino de «desviacionismo», como sucedió con Bujarin y el grupo de moderados del politburó, aliados hasta entonces de Stalin pero opuesto a él en la última fase de su lucha por el poder a finales de la década de 1920. Derrotado el trío formado por Trotski, Zinóviev y Kámenev en el XV Congreso, Stalin se apartó de sus antiguos aliados, tildando su postura, que había compartido hasta entonces, de «desviación» de la nueva ortodoxia que propugnó a partir de ese momento.